# 汪儀鳳
汪儀鳳（?—?），字翔甫，歙山泉人。
其先人自绩溪徙歙县。嘉熙丁酉漕试第一，授隆兴司户。终官江东抚干。